# مسدا باگدینووا
مسدا باگدینووا (به انگلیسی: Meseda Bagaudinova) (زاده ۳۰ اکتبر ۱۹۸۳) خواننده ، بازیگر روسی است.
او قبلاً عضو گروه ویا گرا بود.